# Odontomyia
Odontomyia là một chi ruồi trong họ Stratiomyidae.

## Hình ảnh

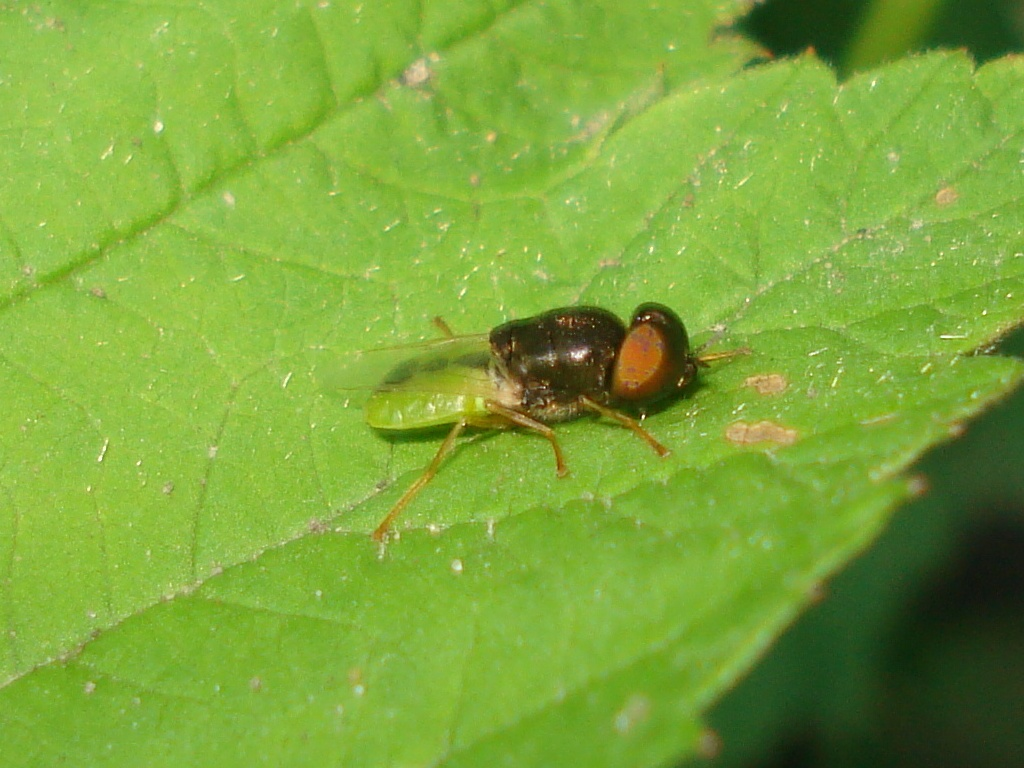
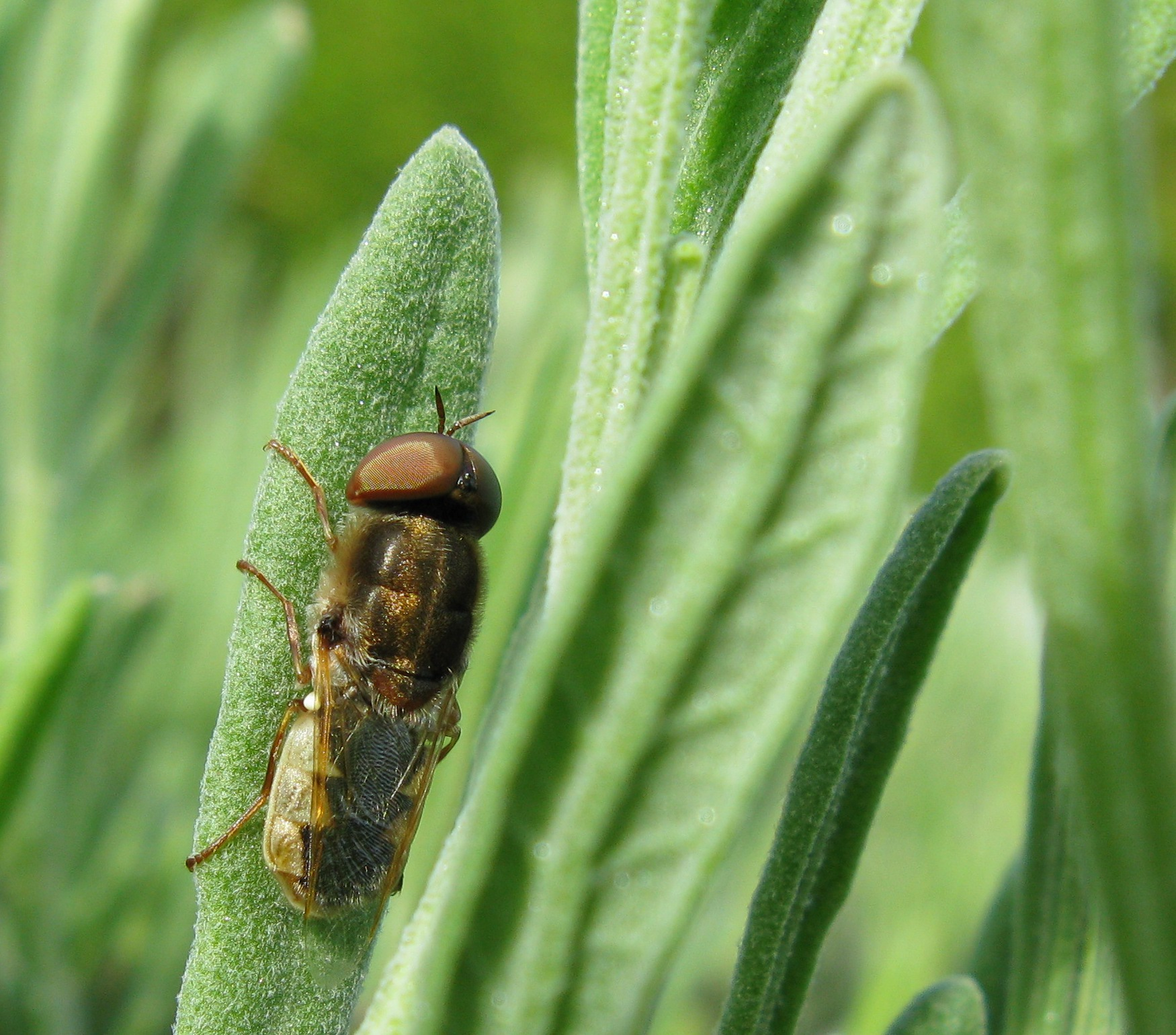
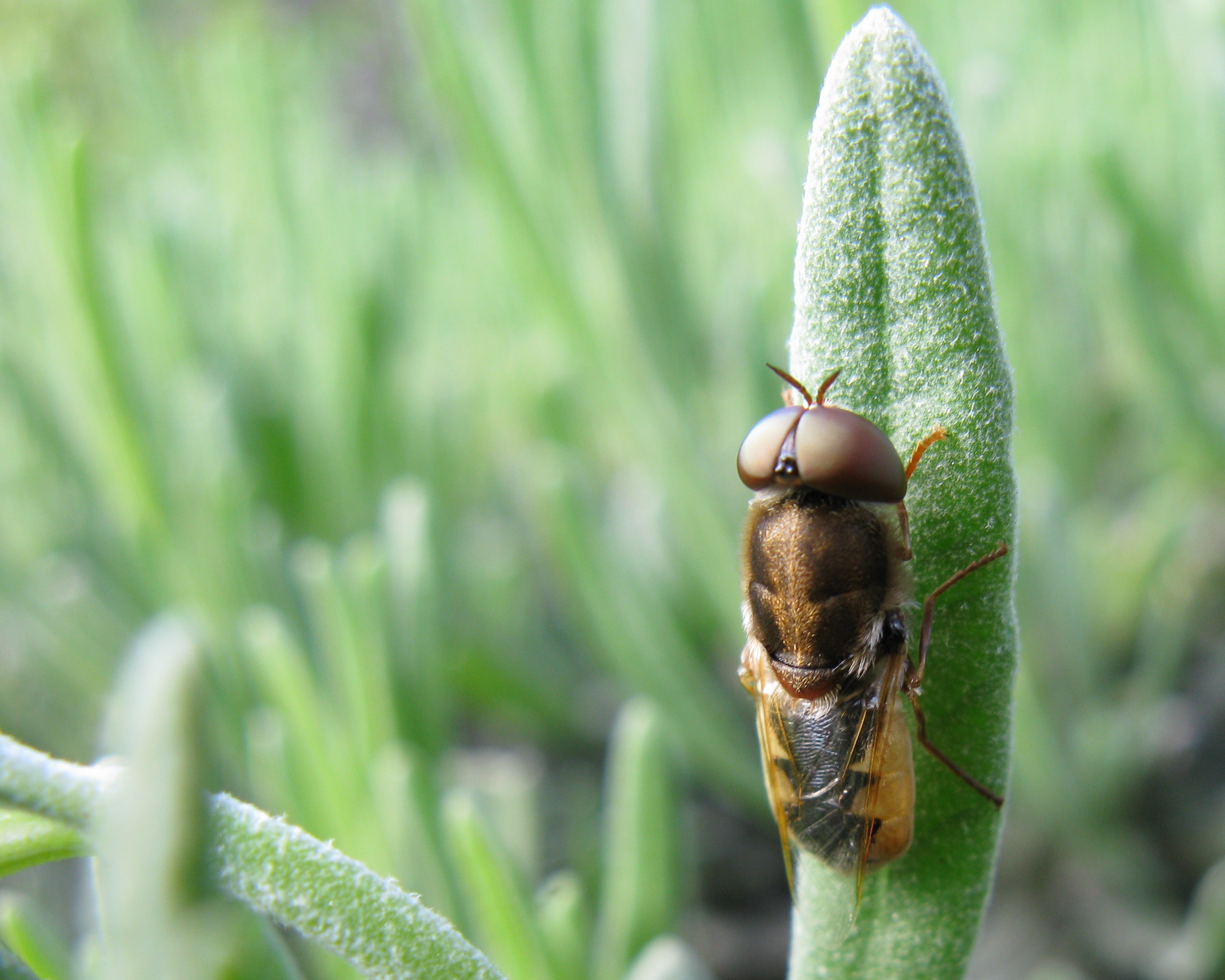
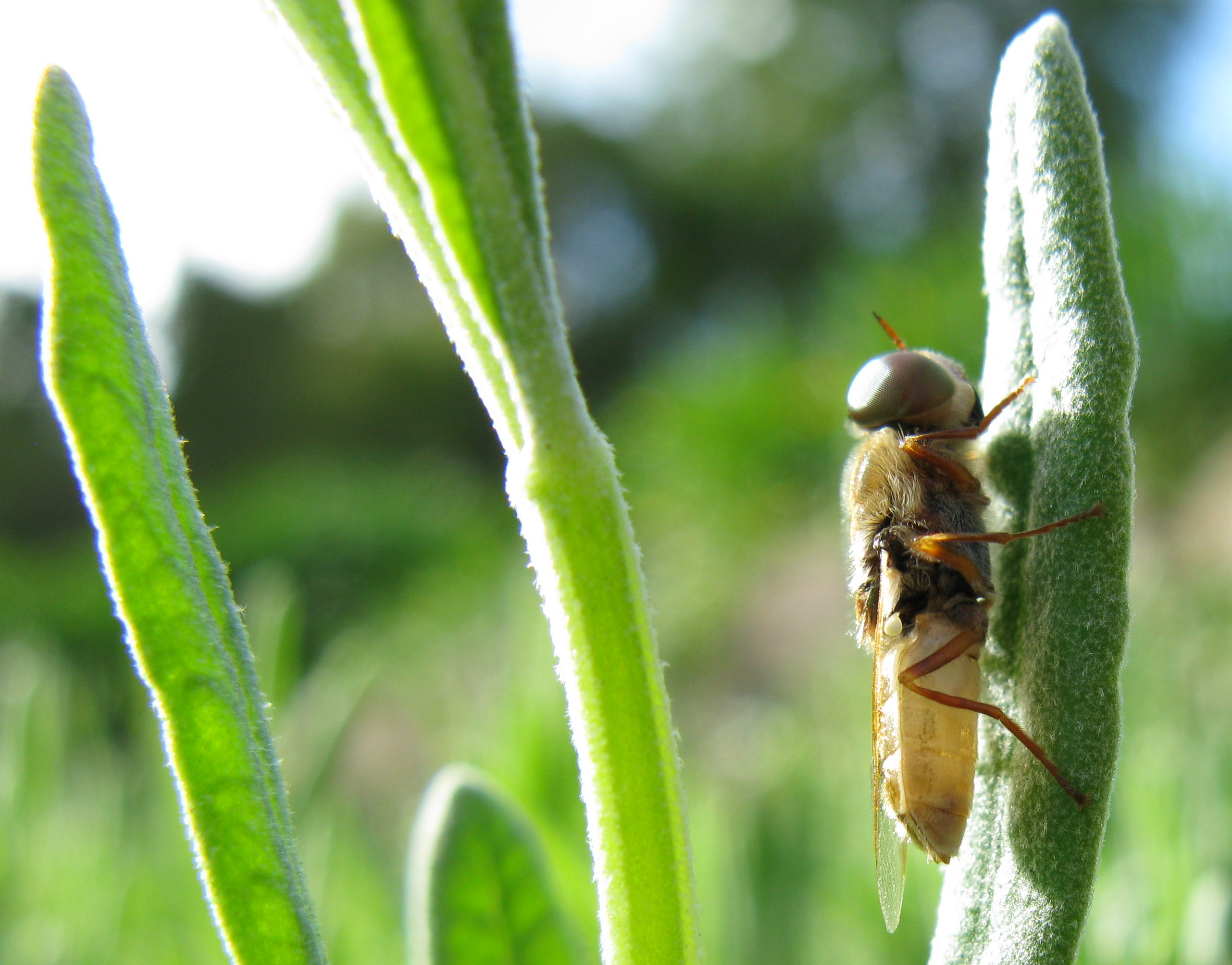

## Các loài
- O. angulata (Panzer, 1798)
- O. annulata (Meigen, 1822)
- O. argentata (Fabricius, 1794)
- O. cephalonica Strobl, 1898
- O. discolor Loew, 1846
- O. flavissima (Rossi, 1790)
- O. hydroleon (Linnaeus, 1758)
- O. limbata (Meigen, 1822)
- O. microleon (Linnaeus, 1758)
- O. ornata (Meigen, 1822)
- O. periscelis Loew, 1873
- O. rufocera Woodley, 2001
- O. tigrina (Fabricius, 1775)